# Chelonus elaeaphilus
Chelonus elaeaphilus är en stekelart som beskrevs av Filippo Silvestri 1908. Chelonus elaeaphilus ingår i släktet Chelonus och familjen bracksteklar. Inga underarter finns listade i Catalogue of Life.